# Matías de Córdova
Matías de Córdova (20. dubna 1768 Tapachula, Chiapas, Guatemala – 17. října 1828 Santo Domingo de Guzmán, Chipas, Guatemala) byl guatemalský básník a dominikánský kazatel působící v dnešním mexickém státě Chiapas. Je známý díky Utilidades de que todos los indios y ladinos calcen y vistan a la española sin violencia, coacción ni mandato a hlavně díky moralistní veršované bajce La tentativa del león y el éxito de su empresa.